# Bő
Bő (horvátul: Biba) község Vas vármegyében, a Sárvári járásban.

## Fekvése
Büktől 3 kilométerre keletre, Sárvártól 21 kilométerre északnyugatra, Szombathelytől 31 kilométerre északkeletre fekszik, a Répce bal parti oldalán. A falu nyugati oldaláig terjeszkedik a Bük–Bő–Gór-víztározó.
Szomszédai: észak felől Lócs, északkelet felől Simaság és Sajtoskál, kelet felől Chernelházadamonya, dél felől Gór, nyugat felől pedig Bük.

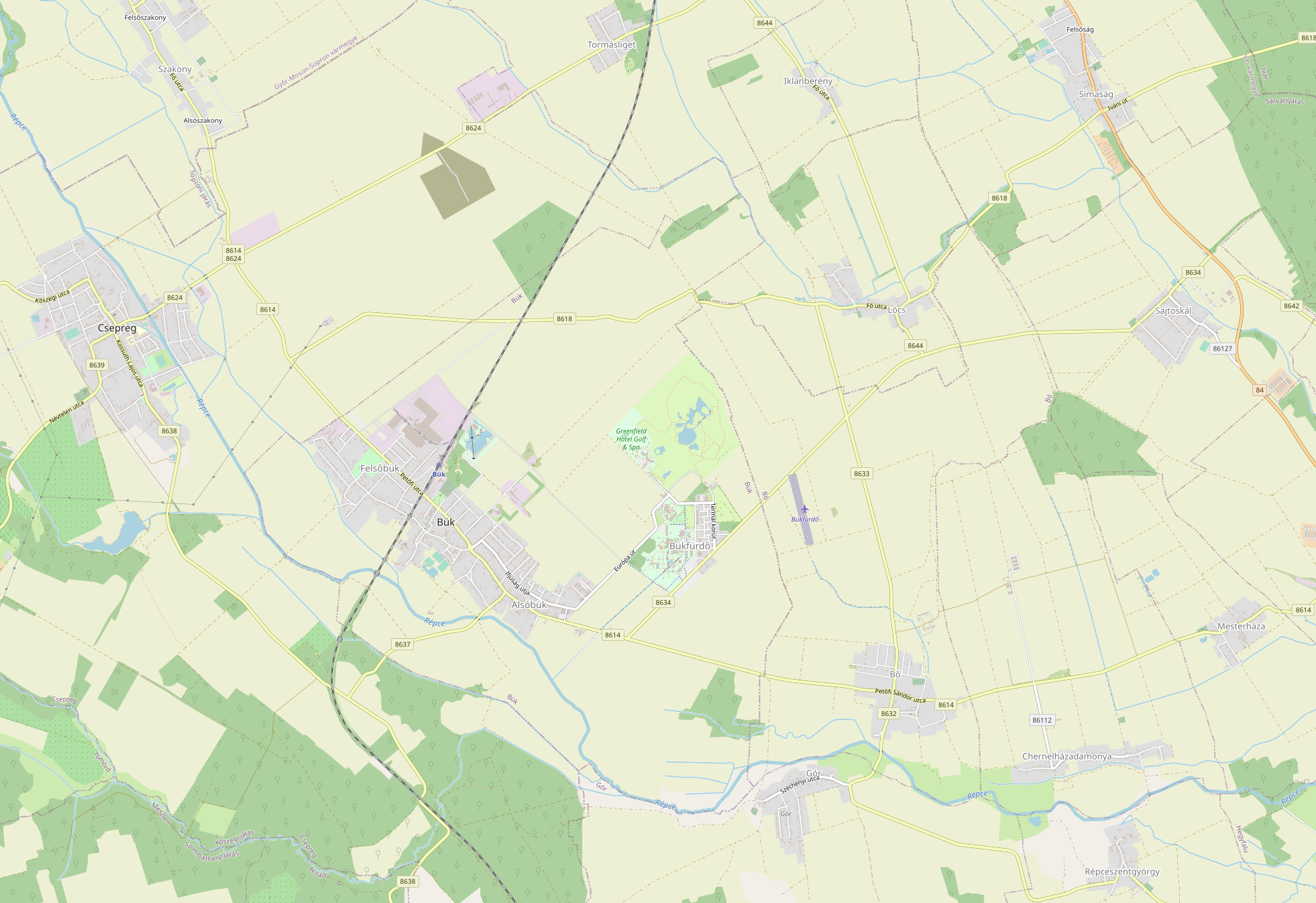
A környékének térképe

### Megközelítése
A település Magyarország fő közúti közlekedési útvonalaitól viszonylag távol esik, csak mellékutakon érhető el. Főutcájaként végighalad a teljes belterületén, kelet-nyugati irányban a Cirák-Bük-Zsira közt húzódó 8614-es út; Górral (és Répceszentgyörgyön át a 86-os főúttal) a 8632-es, Lóccsal pedig a 8633-as út köti össze. Északi határrészeit érinti még a 8634-es út, északi határszélét pedig a 8618-as út is.
Az ország távolabbi vidékei felől a 84-es vagy a 86-os főútról érhető el, tompaládonyi vagy hegyfalui letéréssel.
Vasútvonal nem érinti, a két legközelebbi vasúti csatlakozási lehetőséget a Sopron–Szombathely-vasútvonal Bük vasútállomása, illetve a Hegyeshalom–Porpác-vasútvonal Hegyfalu vasútállomása kínálja, az előbbi mintegy 6,5 kilométerre nyugatra, utóbbi körülbelül 9 kilométerre délkeletre esik a településtől.
Kerékpárút köti össze a környék termálfürdőit Locsmándtól Bükön át egészen Bőig.

## Története
A község területe ősidők óta lakott. Ezt bizonyítja az az itt talált kőkorszaki kőszerszám, melyet ma a soproni múzeum őriz. A honfoglalást követően valamelyik nemzetségfő nyári szállása volt itt, a község neve ugyanis a török eredetű bő (= nemzetségfő) főnévből származik. A falu első írásos említése egy 1239-ben kelt okiratban történik Beu alakban. Az okirat szerint a falu birtokosa az Osli nembeli Szatmár fia Miklós itteni birtokait a templomosoknak adományozta. Ezt a rokonság később megtámadta, de a király a perben a templomosok javára döntött. A lovagrend konventet létesített itt, mely hiteleshelyként működött. 1265-ben Buu néven szerepel egy oklevélben.
A 14. század elején a templomosokat követően a johanniták kapták meg a birtokot. 1345-ben Kysbeu, 1366-ban Kys Beu, 1384-ben Beu, 1434-ben Bew, 1478-ban Bw alakban említik. Kisbő említése a Damonyai család birtokaként történt, mely megnevezés nem külön falut, csak külön birtokrészt jelölhetett. 1483-ban lakói a soproni johanniták közbenjárására kiváltságokat kaptak, melyeket 1499-ben II. Ulászló kiterjesztett. A kapott vámmentesség és a tized alóli felmentés, majd a vásártartási jog a települést a mezővárosok közé emelte. 1500-ban Bő a környéken vívott harcok során elpusztult, de újjáépítették. 1522-ben a Nádasdy család szerzett birtokot a településen.
A 16. század második felében lakói felvették a református hitet. 1580-ban tűzvész pusztított. 1636-ban a johanniták birtokát a jezsuiták szerezték meg, majd ezek feloszlatása után birtokrészük a Jankovich családé lett, akik egészen 1945-ig birtokolták. 1660-ban a jezsuiták a katonaság segítségével elűzték a protestánsokat. A 17. században a mezőváros jelentős virágzásnak indult, melyben közrejátszott négy országos állatvására is. Egymás után alakultak céhei is. 1785-ben 107 házában 625 lakos élt. Egykor kétszintes kastély állt a településen, melyet a 19. században lebontottak.
Vályi András szerint "BŐ. Mező Város Sopron Vármegyéb. birtokosa Gróf Jankovits Uraság, fekszik Cseprégtöl egy mértföldnyire, lakosai katolikusok, diszesíttetik az Uraságnak szép kastéllyával, tsekély vagyonnyaihoz képest, harmadik Osztálybéli."
Fényes Elek szerint "Bő, v. Beő, magyar mv. Sopron vgyében, a Répcze mellett, Vas vármegye szélén, Csepreghez délre 1 mfd., 800 kath. lak., s paroch. templommal. Határa róna és igen termékeny; van 1362 h. szántóföldje, 91 hold kövér rétje, 120 h. erdeje, 10 hold legelője. Birja Jankovich Izidor."
- 1872-ben elveszítette mezővárosi rangját.
- 1910-ben 1181, túlnyomórészt magyar lakosa volt. Sopron vármegye Csepregi járásához tartozott.
- Az 1950-es megyerendezéskor Vas megyéhez csatolták.

Ma a település életében meghatározó Bükfürdő közelsége. A gyógyturizmus fellendülése itt is érezteti hatását. A község lélekszáma megemelkedett, számos külföldi vásárolt itt házat, melyeket felújítanak. A lakosok jelentős része a vendéglátásból él. Egészen pontosan egy panzió és étterem és egy borozó működik ezen a kis helyen egyszerre.
Kétéves előkészítés és 5 hónapos kivitelezést követően 2011. június 8-án adták át a Büköt Bővel összekötő 3,128 m hosszú kerékpárutat, így már egészen Locsmándig a kiépített úton lehet kerekezni.

## Közélete

### Polgármesterei
- 1990–1994: Pados Róbert (SZDSZ)[8]
- 1994–1998: Pados Róbert (független)[9]
- 1998–2002: Pados Róbert (független)[10]
- 2002–2006: Pados Róbert (független)[11]
- 2006–2010: Pados Róbert (Fidesz-KDNP)[12]
- 2010–2014: Hajós Attila (KDNP)[13]
- 2014–2019: Hajós Attila (KDNP)[14]
- 2019–2024: Hajós Attila (KDNP)[15]
- 2024– : Hajós Attila (KDNP)[1]

## Népesség
A település népességének változása:
| Lakosok száma | 707  | 710  | 728  | 783  | 715  | 715  | 698  |
|               | 2013 | 2014 | 2015 | 2021 | 2022 | 2023 | 2024 |

A 2011-es népszámlálás során a lakosok 79,6%-a magyarnak, 4,2% németnek, 0,4% horvátnak mondta magát (19,7% nem nyilatkozott; a kettős identitások miatt a végösszeg nagyobb lehet 100%-nál). A vallási megoszlás a következő volt: római katolikus 73,4%, református 1%, evangélikus 2,6%, görögkatolikus 0,1%, felekezet nélküli 0,9% (21% nem nyilatkozott).
2022-ben a lakosság 92,2%-a vallotta magát magyarnak, 3,1% németnek, 0,6% románnak, 0,4% horvátnak, 0,1% szlováknak, 2,5% egyéb, nem hazai nemzetiségűnek (7% nem nyilatkozott; a kettős identitások miatt a végösszeg nagyobb lehet 100%-nál). Vallásuk szerint 58,2% volt római katolikus, 3,5% református, 3,5% evangélikus, 0,1% izraelita, 0,1% görög katolikus, 0,1% ortodox, 0,4% egyéb keresztény, 0,7% egyéb katolikus, 2,8% felekezeten kívüli (30,5% nem válaszolt).

## Nevezetességei
- Szent Imre herceg tiszteletére szentelt római katolikus temploma. A templom középkori eredetű, déli oldalán előkerült eredeti csúcsíves kapuzata is. 1747-ben barokkstílusban építették át. Tornyát 1834-ben klasszicista stílusban építették át.
- Ág, Őr és Sé mellett Bő Magyarország mindössze négy olyan településének egyike, amelyek neve csupán két betűből áll.

## Képgaléria

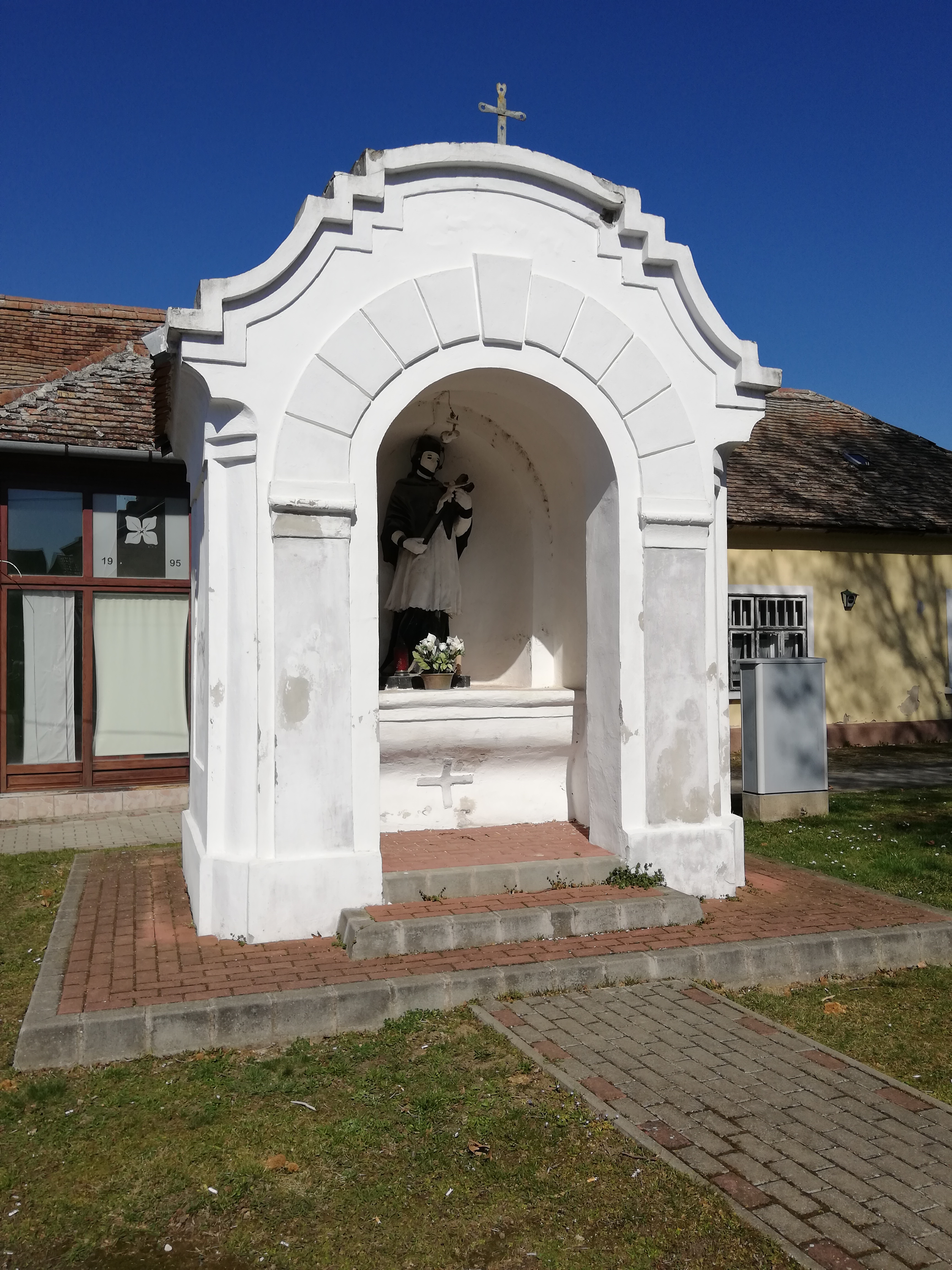
Kápolna a központban
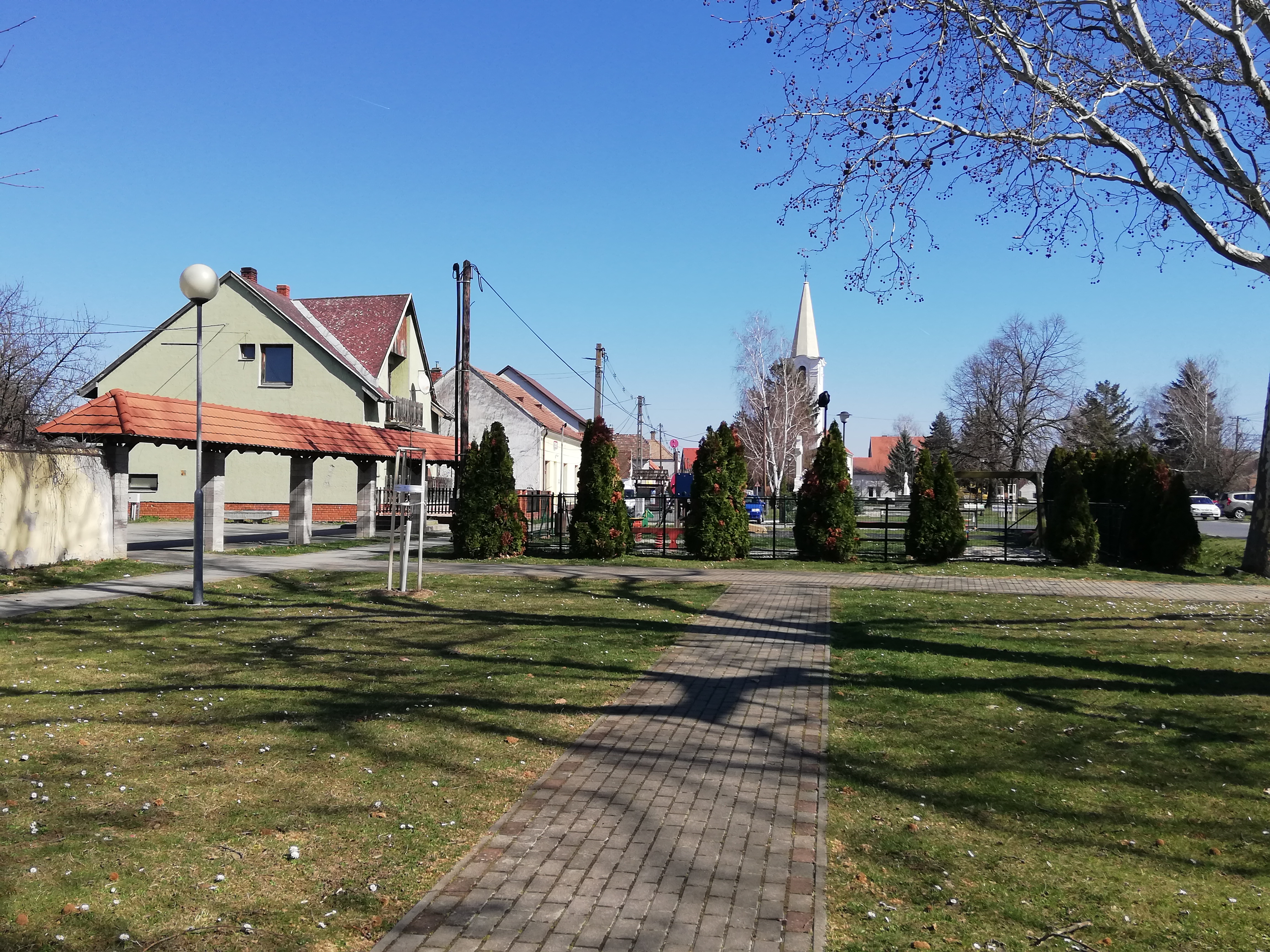
A főtér nyugat felől
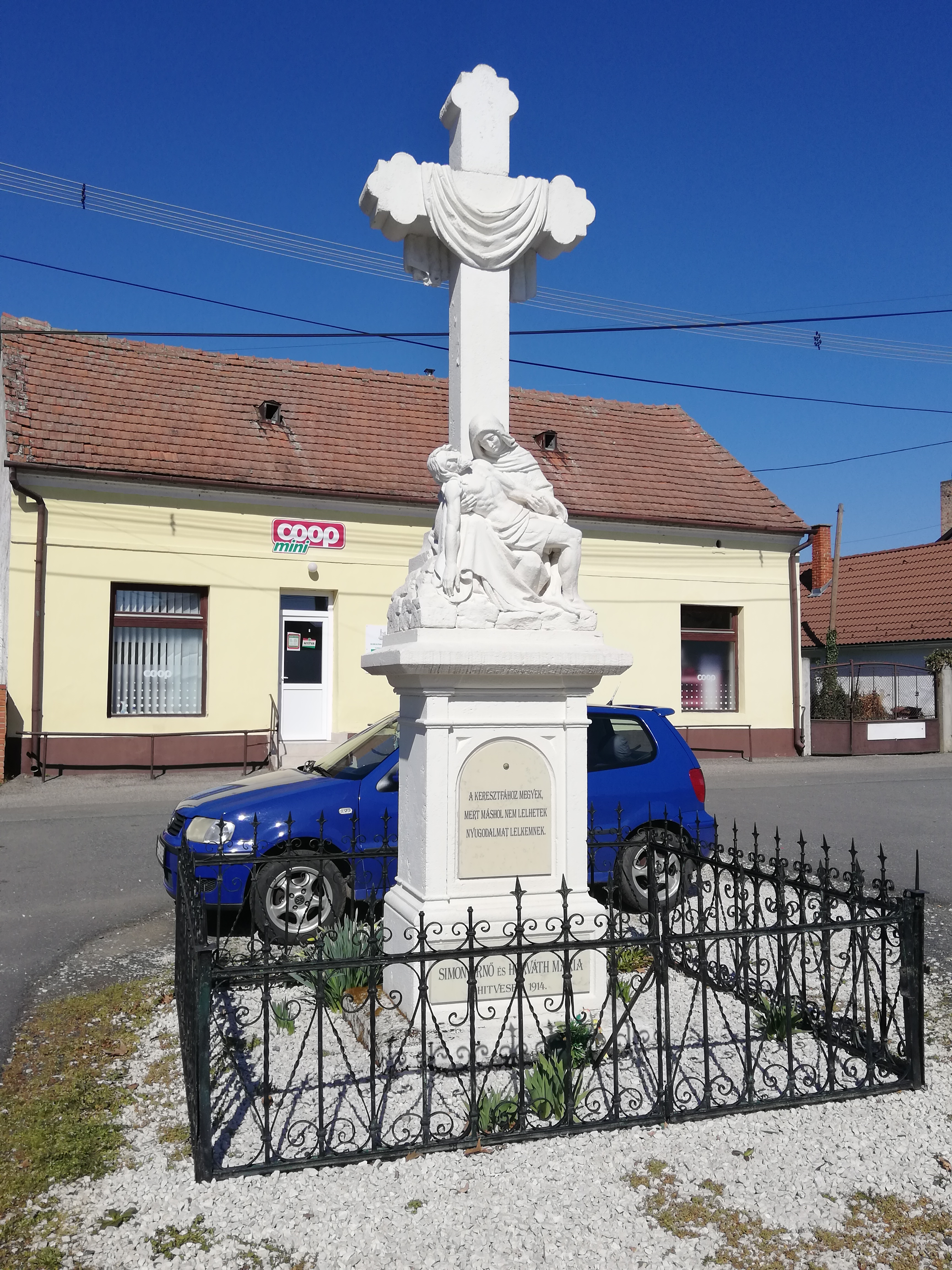
Kereszt a központban
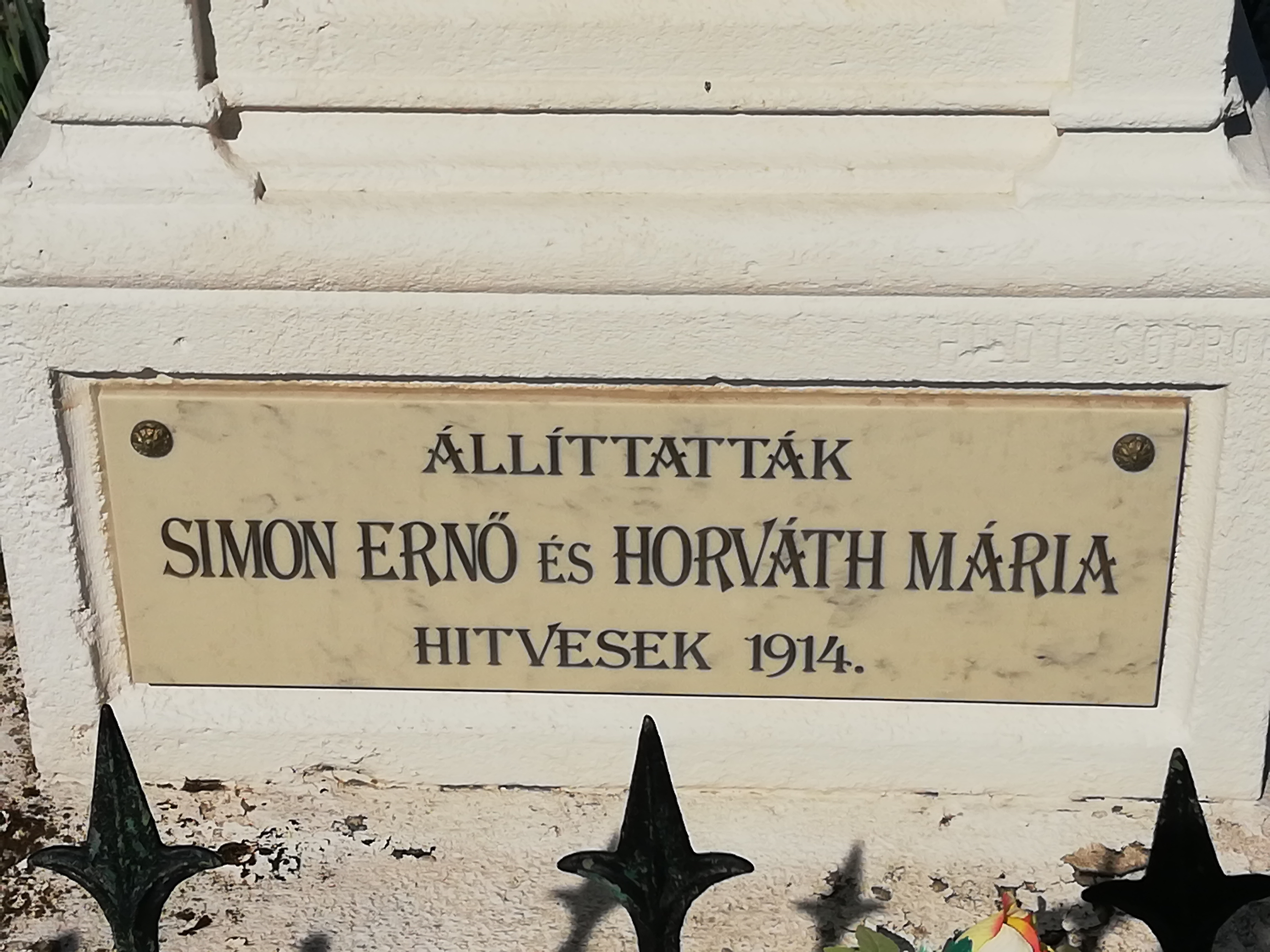
Az adományozók névtáblája az előbbi kereszt talapzatán
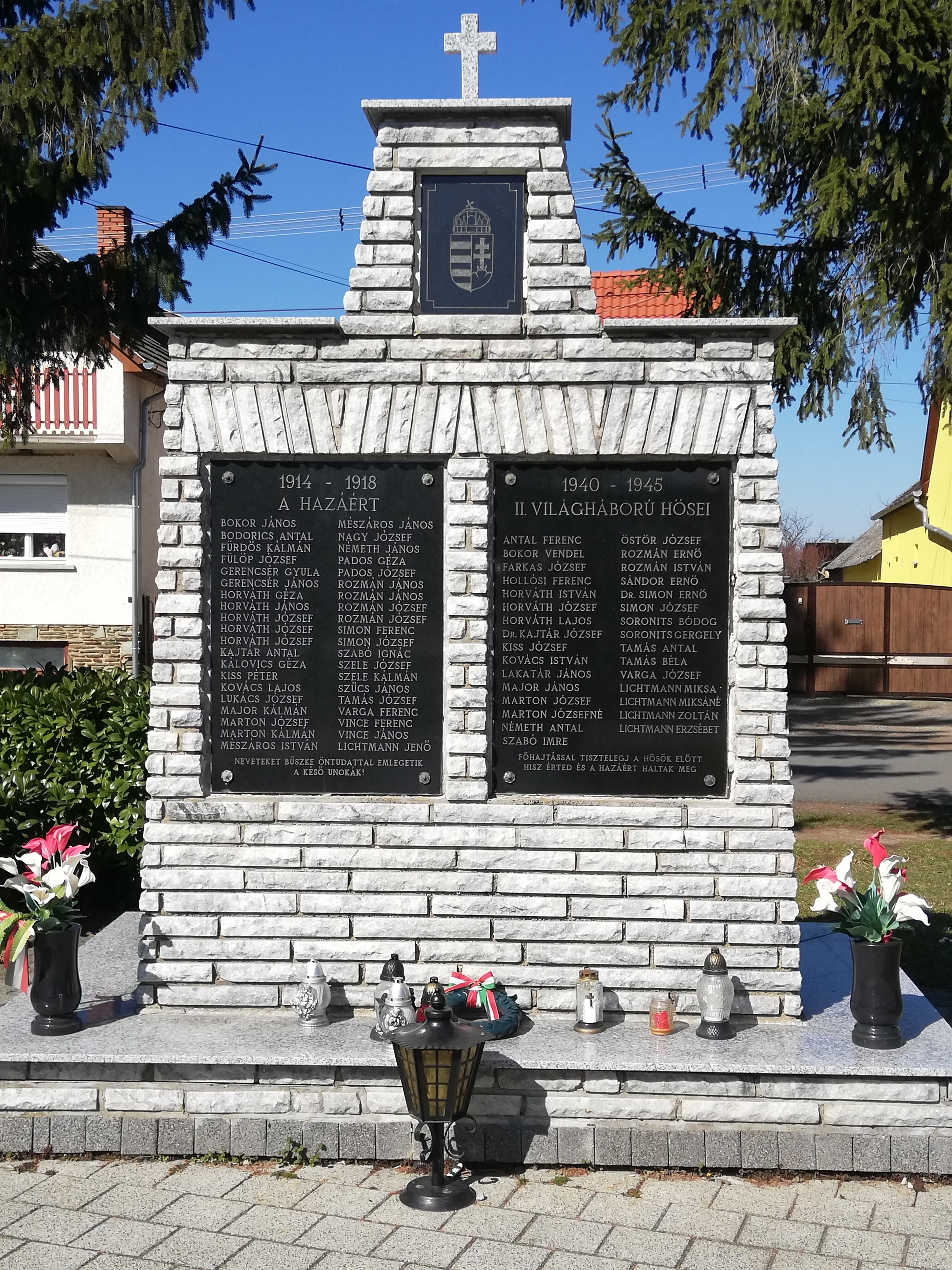
Hősi emlékmű
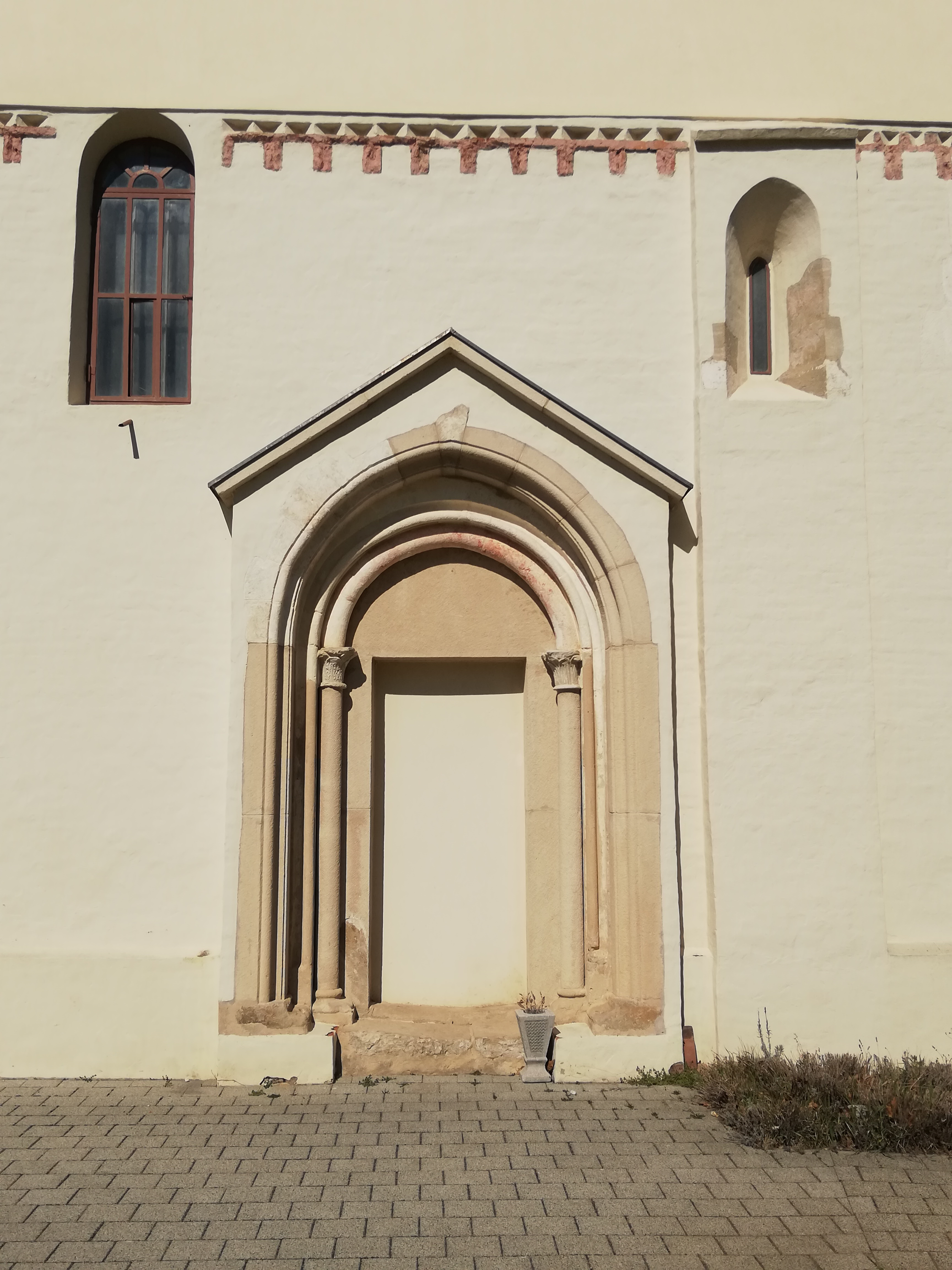
A templom déli homlokzatának érdekes részletei
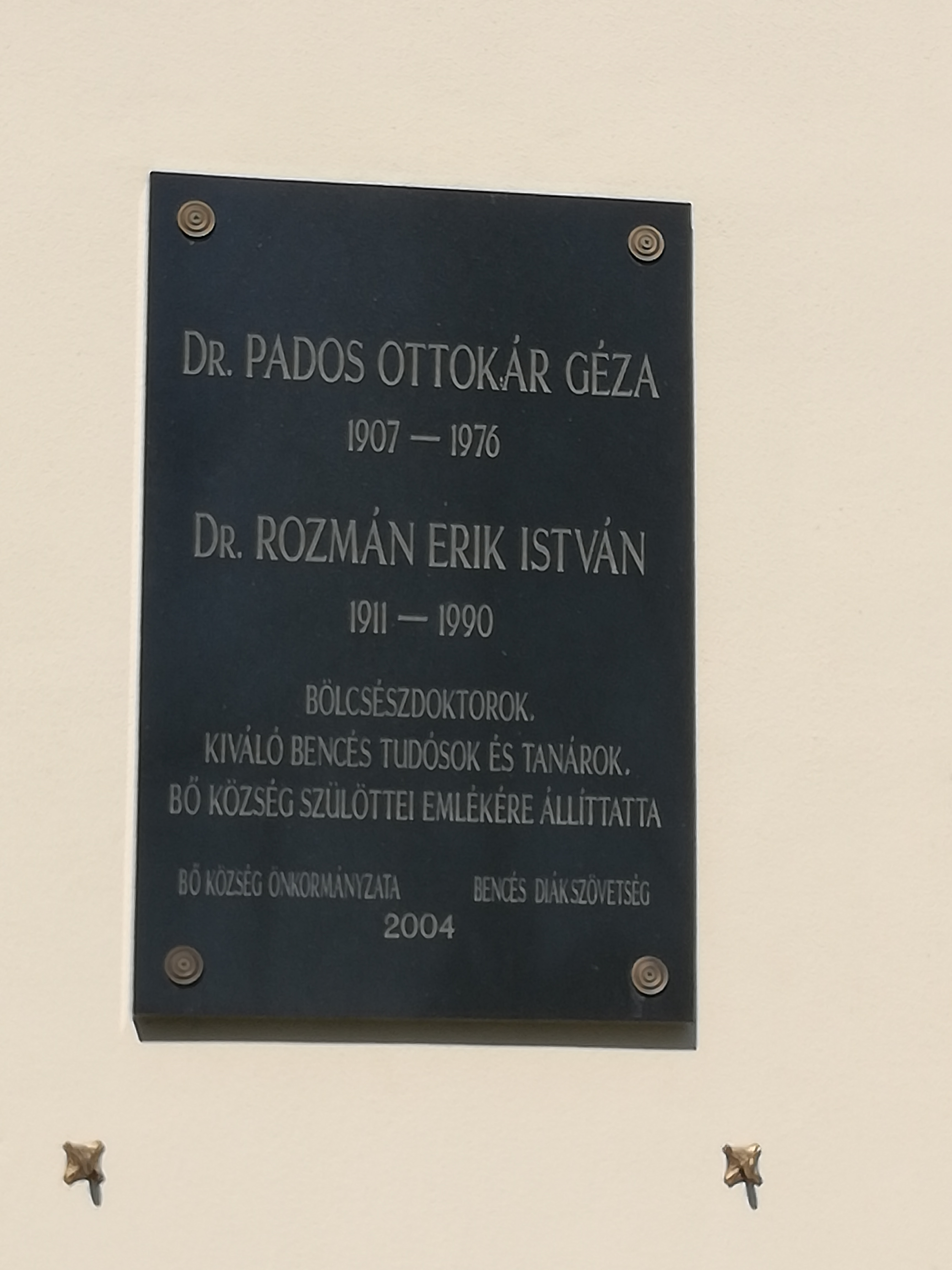
Helyi születésű neves személyek emléktáblája a templom falán
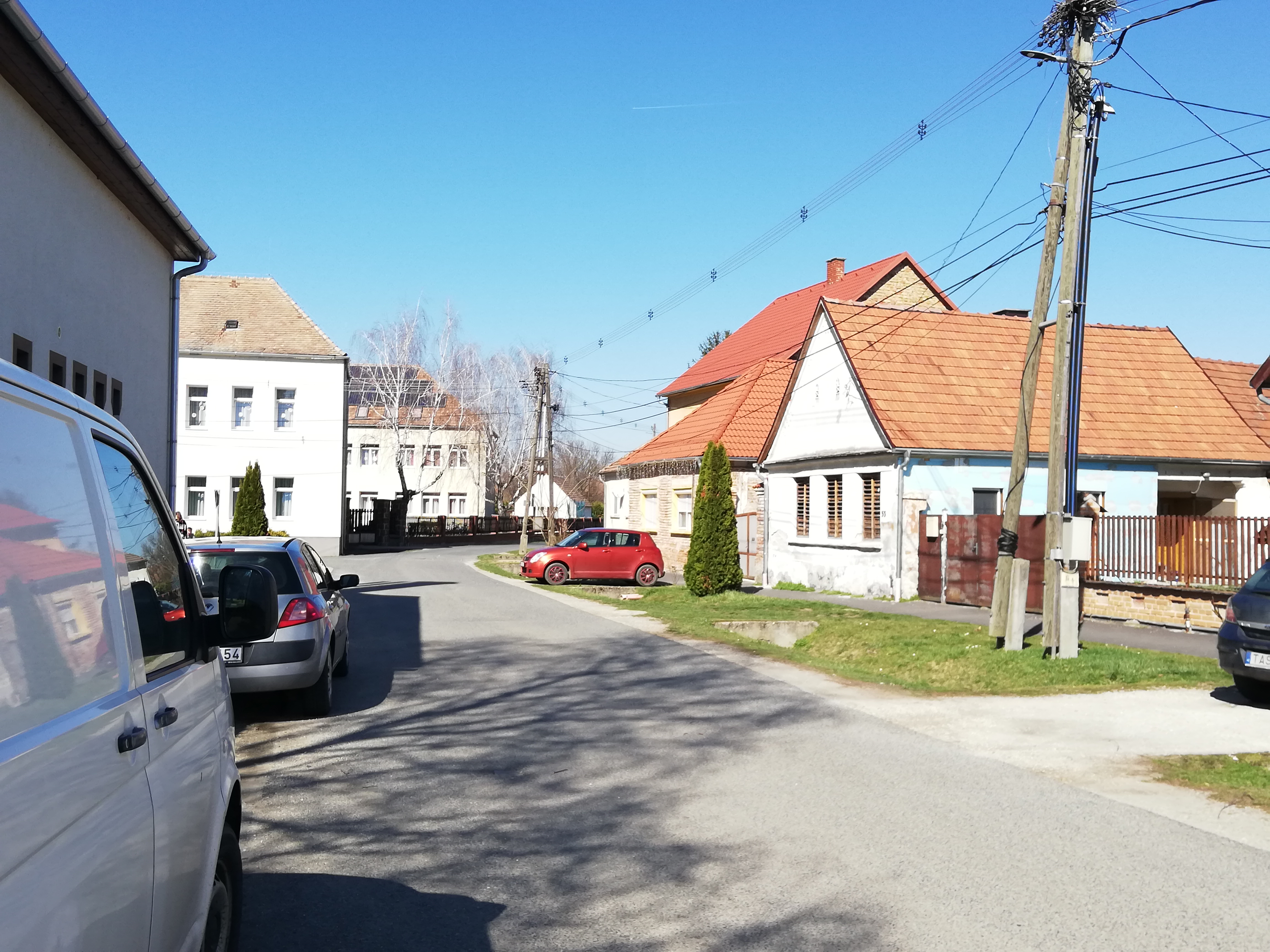
Utcakép a központ keleti részén
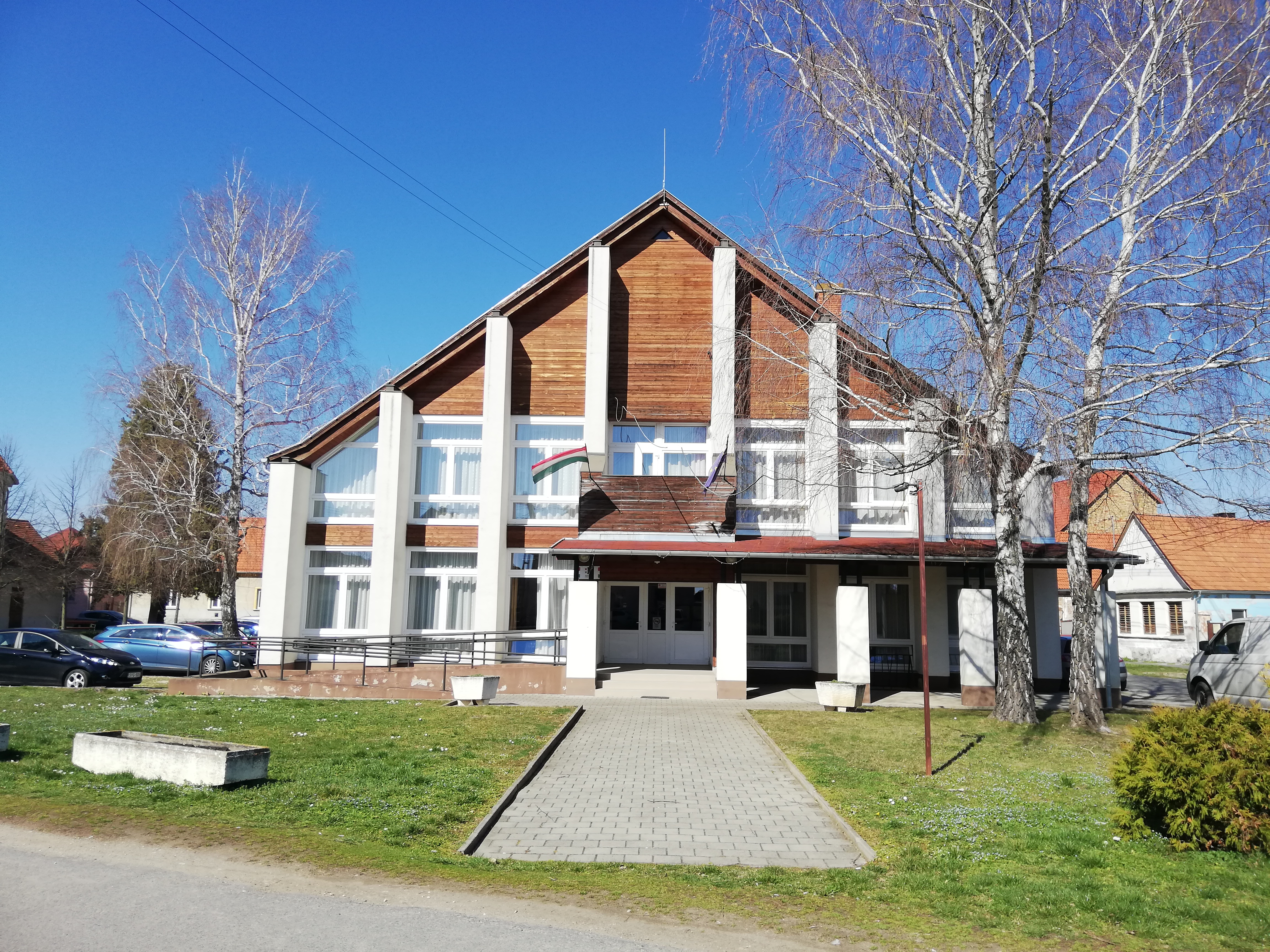
Közösségi ház és könyvtár
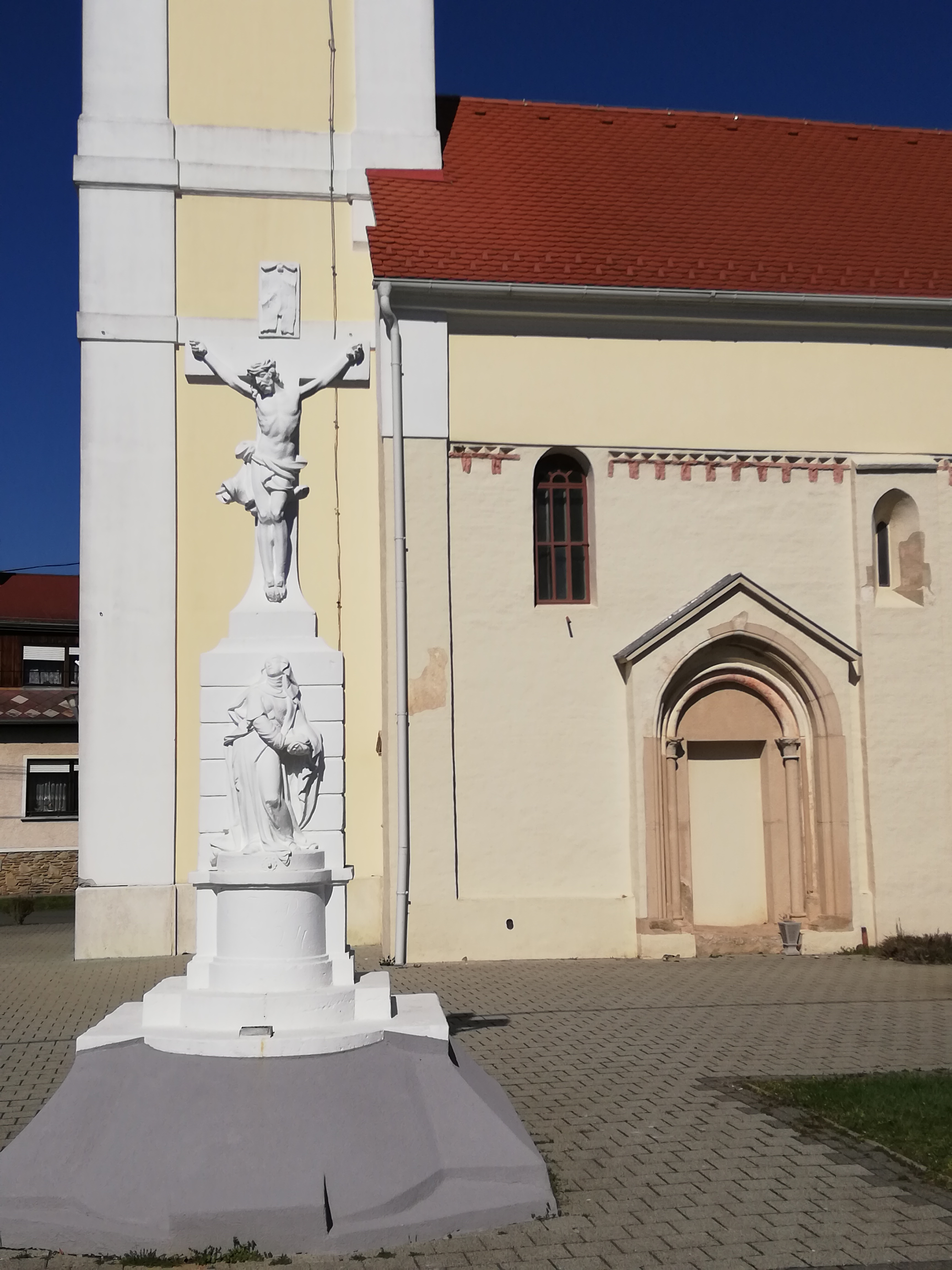
Kereszt a templom előtt
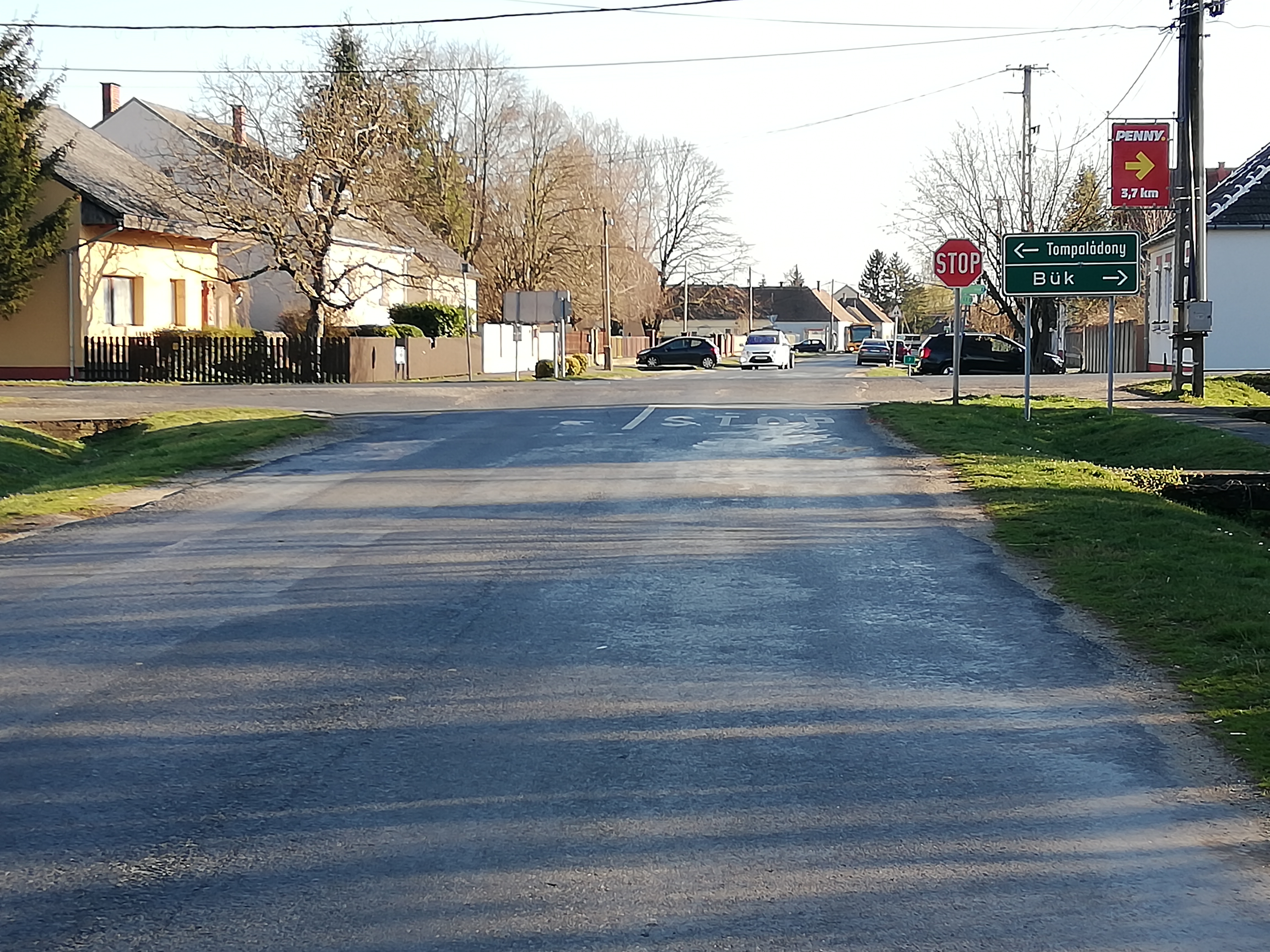
A 8633-as (elöl), 8632-es (hátul) és 8614-es utak (keresztben) csomópontja